# Claudia Janvier
Claudia Janvier (11 novembre 2003) è una nuotatrice artistica francese.

## Palmarès
- Europei

Funchal 2025: bronzo nella gara a squadre (programma tecnico)

### Coppa del Mondo
- 3 podi
  - 1 secondo posto (1 nella gara a squadre)
  - 2 terzi posti (2 nella gara a squadre)